# Ophiomastix venosa
Ophiomastix venosa is een slangster uit de familie Ophiocomidae.
De wetenschappelijke naam van de soort werd in 1851 gepubliceerd door Wilhelm Peters.